# Ockrabukig alkippa
Ockrabukig alkippa (Alcippe poioicephala) är en asiatisk fågel som numera placeras i den nyligen erkända familjen alkippor.

## Utseende
Ockrabukig alkippa är med en kroppslängd på 16,5 cm en rätt stor medlem av släktet utan särskilda kännetecken. Huvudsidan är gråbeige, undersidan tydligt ockrafärgad, kinderna mörka, strupen vitaktig och näbben mörk och kort. Olikt flera av dess släktingar saknar den vit ögonring. De olika underarterna (se nedan) skiljer sig något åt i fjäderdräktens färgton.

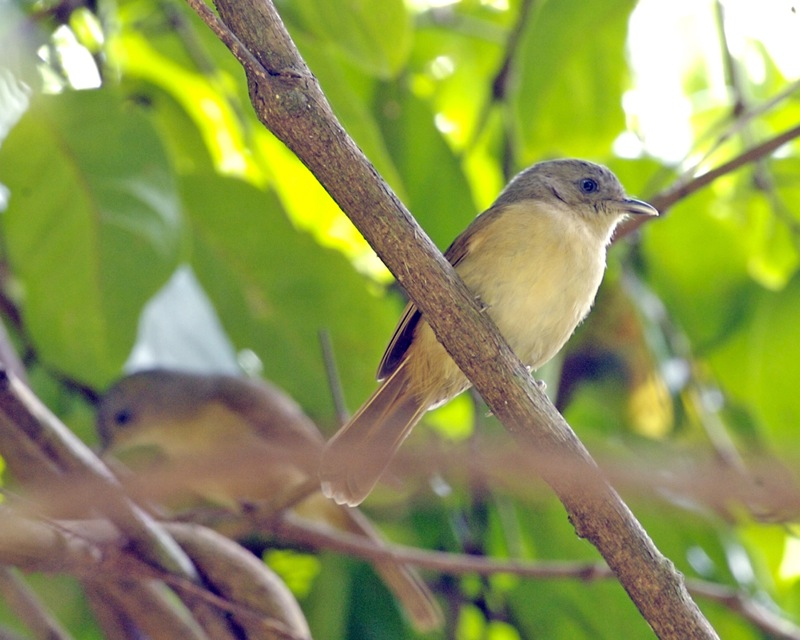

## Utbredning och systematik
Ockrabukig alkippa delas in i åtta underarter med följande utbredning:
- Alcippe poioicephala poioicephala – västra Indien (Västra Ghats från södra Mysuru till Kerala och Palni Hills)
- Alcippe poioicephala brucei – centrala och södra indiska halvön
- Alcippe poioicephala fusca – Assam (söder om Brahmaputra) till nordvästra Myanmar
- Alcippe poioicephala phayrei – sydvästra Myanmar (Chin Hills och Arakanbergen)
- Alcippe poioicephala haringtoniae – nordöstra Myanmar till södra Kina (västra Yunnan) och nordvästra Thailand
- Alcippe poioicephala alearis – södra Kina (södra Yunnan) till norra högplatån i Thailand och norra Indokina
- Alcippe poioicephala karenni – sydöstra Myanmar (Karenni) till sydvästra Thailand
- Alcippe poioicephala davisoni – Malackahalvön (Kranäset till Trang) och Merguiarkipelagen

### Släktes- och familjetillhörighet
Länge placerades arterna i Schoeniparus, Lioparus, Fulvetta och Alcippe i ett och samma släkte, Alcippe, men flera genetiska studier visar att de är långt ifrån varandras närmaste släktingar och förs nu istället vanligen till flera olika familjer, där arterna till Alcippe verkade utgöra systergrupp till fnittertrastarna och fördes till den familjen. Senare genetiska studier har dock visat att de utgör en mycket gammal utvecklingslinje och urskiljs därför av exempelvis tongivande International Ornithological Congress (IOC) till en egen familj, Alcippeidae.

## Levnadssätt
Ockrabukig alkippa hittas på mellan 855 och 1520 meters höjd bland buskar och småträd i skog, men även i rena buskmarker och ibland i trädgårdar. Den födosöker i undervegetation och på medelhög nivå, vanligen i grupper om sex till tio fåglar, på jakt efter nektar och insekter. I Indien häckar den huvudsakligen från januari till december. Den bygger ett skålformat bo av mossa, lavar, gräs och löv. Däri lägger den två till tre ägg som ruvas i cirka tio dagar. Efter ytterligare tolv dagar är ungarna flygga.

## Status och hot
Arten har ett stort utbredningsområde och en stor population, men tros minska i antal, dock inte tillräckligt kraftigt för att den ska betraktas som hotad. Internationella naturvårdsunionen IUCN kategoriserar därför arten som livskraftig (LC).